# Ișnovăț, Criuleni
Ișnovăț este un sat din raionul Criuleni, Republica Moldova.

## Istorie
Satul Ișnovăț a fost atestat pentru prima dată în anul 1501:
„Din mila lui Dumnezeu, noi, Ștefan voievod, domn al Țării Moldovei. Facem cunoscut, cu această carte a noastră tuturor celor care o vor vedea sau o vor auzi citindu-se, că această adevărată slugă a noastră credincioasă panul Iancovici spătarul, fiul boierului Gligoreasco Iancovici vornic de Suceava, ne-a slujit drept și credincios. De aceea, noi, văzând dreapta credincioasa lui slujbă către noi, i-am miluit cu deosebita noastră milă, i-am dat și i-am întărit averea sa în țara noastră Moldova, ocina tatălui său, votcina, satul Ișnovăt, ce este la nord de Hotcăuți, ...

Iar hotarul începe pe vechiul hotar din primul hotar din veac folosit, hotar care […] pe deal la vale la Zahaicani care […] care pe deal merge și de la deal de sat acolo este […] dealul numit Mina și de la dreapta la stânga este Hârtopul unde este piatră este drept mersul soarelui si la capătul capului ocinei, mai jos la Cornul Orihonsca, Hârtopul la Cornul Nazova, pe drumul Orheiului, la gura Polnociului, tot pe mijlocul dealului Sabona, ...
Iar pentru mai mare tărie a celor mai sus scrise, am poruncit credinciosului nostru marelui domn Chirlo Ghigoiatno să scrie și sa atârne pecetea noastră la această carte a noastră.
 
A scris Miron diac, la Suceava, în anul 7009 <1501>, luna iulie […]”

## Administrație și politică
Componența Consiliului local Ișnovăț (9 consilieri), ales la 5 noiembrie 2023, este următoarea:
|  | Partid                                        | Consilieri | Componență | Componență | Componență | Componență | Componență |
|  | --------------------------------------------- | ---------- | ---------- | ---------- | ---------- | ---------- | ---------- |
|  | Coaliția pentru Unitate și Bunăstare          | 5          |            |            |            |            |            |
|  | Partidul Acțiune și Solidaritate              | 3          |            |            |            |            |            |
|  | Partidul Dezvoltării și Consolidării Moldovei | 1          |            |            |            |            |            |